# Россика (филателия)

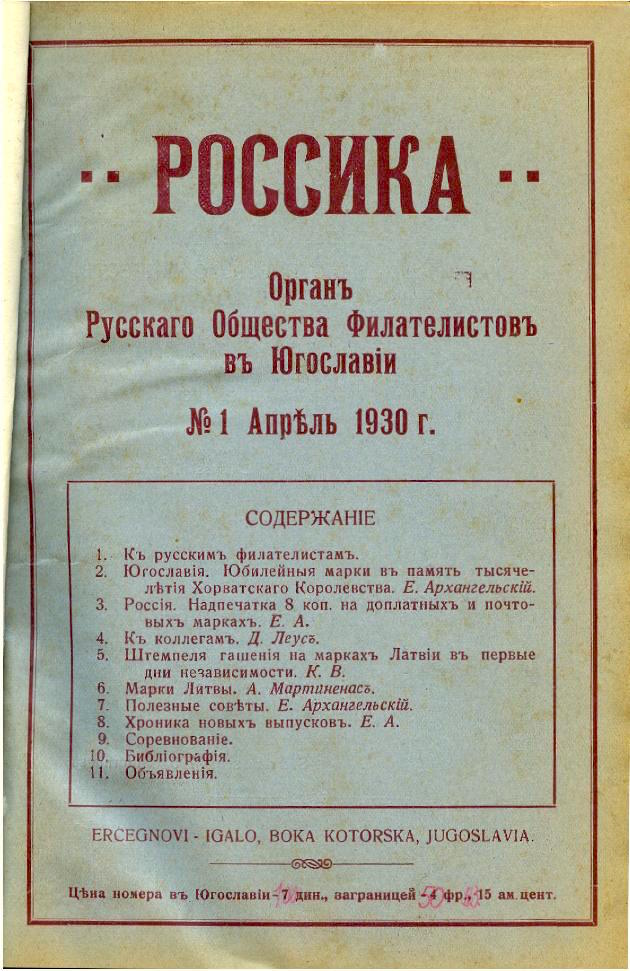
Первый номер журнала Общества русской филателии «Россика», изданный в 1930 году в Игало (Херцег-Нови, Югославия)

«Ро́ссика» (Rossica) — в филателии название одной из областей тематического коллекционирования знаков почтовой оплаты, штемпелей и других филателистических материалов, выпущенных за границей и имеющих отношение к России.

## Терминология
Среди филателистов культивируется определённый интерес к коллекционированию почтовых марок, эмитированных за рубежом и имеющих отношение к их стране. Такие области коллекционирования в отношении конкретных стран получили свои соответствующие названия: «Богемословеника» (Чехословакия), «Британика» (Великобритания), «Полоника» (Польша), «Россика» (Россия), «Советика» (Советский Союз).
Буквальное значение слова «Россика» — «относящиеся к России».

## Описание
К филателистической «Россике» относятся почтовые марки и другие филателистические материалы, изображающие людей или события, относящиеся к России, территорию России, содержащие слова или фразы на русском языке или на языке других народов Российской Федерации, представляющие собой репродукции картин российских художников, хранящихся в российских или зарубежных музеях, и т. д.
Филателисты Великобритании и США в более широком смысле понимают под «Россикой» почтовые марки России и СССР.
Особенно активно выпускались почтовые марки по теме «Россика» в бывших социалистических странах, когда до 10 % почтовых эмиссий относились к русской и советской тематике.

## Коллекционирование
«Россика» как область коллекционирования требует исследовательского подхода и внимательного изучения выпущенных заграницей почтовых марок. Эта тема пользуется определённой популярностью у филателистов, и по ней могут формироваться мотивные и тематические коллекции.

## Филателистические объединения
Известной старейшей организацией филателистов по этой теме является Общество русской филателии «Россика». Оно было основано в 1929 году Евгением Архангельским в виде Русского общества филателистов в Югославии и позднее переместилось в США, где было образовано как Общество русской филателии «Россика».

## Печатные издания
Специальный филателистический журнал «Россика», рассказывающий об исследованиях по истории русских и советских почтовых марок, первоначально печатался на русском языке как орган Русского общества филателистов в Югославии. В настоящее время он выходит на английском языке в США под эгидой Общества русской филателии «Россика».

## Выставки
Обществом русской филателии «Россика» и другими организациями проводятся филателистические выставки, отображающие это направление коллекционирования.

### «Россика-2013»
С 27 по 29 сентября 2013 года в Москве (Россия) проходила международная филателистическая выставка «Россика-2013» с участием:
- членов Национальной академии филателии России (НАФ),
- Союза Филателистов России (СФР),
- Европейской академии филателии (ЕАФ),
- национальных академий филателии стран Европы,
- почтовых организаций,
- коллекционеров,
- некоторых общественных организаций и объединений.

Почётными участниками выставки стали Клуб Монте-Карло и Королевское филателистическое общество Лондона.